# Aitor Hernández
Aitor Hernández Gutiérrez (født 24. januar 1982 i Ermua, Vizcaya) er en spansk tidligere professionel landevejsrytter.